# Campeonato Mundial de Vóley Playa de 2013
El IX Campeonato Mundial de Vóley Playa se celebró en Stare Jabłonki (Polonia) entre el 1 y el 7 de julio de 2013 bajo la organización de la Federación Internacional de Voleibol (FIVB) y la Federación Polaca de Voleibol.
Las competiciones se realizaron en un estadio construido temporalmente a orillas del lago Szeląg.

## Medallistas
| Evento    | Oro                                                | Plata                                  | Bronce                                      |
| --------- | -------------------------------------------------- | -------------------------------------- | ------------------------------------------- |
| Masculino | Alexander Brouwer · Robert Meeuwsen · Países Bajos | Ricardo Santos · Álvaro Filho · Brasil | Jonathan Erdmann · Kay Matysik · Alemania   |
| Femenino  | Xue Chen Zhang Xi China                            | Karla Borger · Britta Büthe · Alemania | Liliane Maestrini · Bárbara Seixas · Brasil |

## Medallero
| Núm. | País         | Oro | Plata | Bronce | Total |
| ---- | ------------ | --- | ----- | ------ | ----- |
| 1    | China        | 1   | 0     | 0      | 1     |
| 1    | Países Bajos | 1   | 0     | 0      | 1     |
| 3    | Alemania     | 0   | 1     | 1      | 2     |
| 3    | Brasil       | 0   | 1     | 1      | 2     |
|      | TOTAL        | 2   | 2     | 2      | 6     |